# Île de Romainville
Pour les articles homonymes, voir Romainville (homonymie).
L'Île de Romainville est une île artificielle située dans l'archipel des Seychelles, à 2 km au large de la capitale Victoria. Elle n'est pas habitée.
Elle doit son nom à l'ingénieur-cartographe français Charles Routier de Romainville qui, en 1778, est envoyé avec 15 soldats pour rétablir l'ordre. Ils construisent les premiers bâtiments de ce qui est aujourd'hui le port de Victoria.
L'île a été créée dans les années 2000, et fait partie des Mahe Port Islands, qui ont été créées grâce à des financements de Dubaï.
Des éoliennes y ont été installées en 2012,. En 2013 une ferme éolienne a été lancée, et une ferme solaire de 5 Mw y a été construite en 2018, inaugurée officiellement en 2022.